# Lohta
Lohta é uma vila no distrito de Varanasi, no estado indiano de Uttar Pradesh.

## Demografia
Segundo o censo de 2001, Lohta tinha uma população de 19,695 habitantes. Os indivíduos do sexo masculino constituem 53% da população e os do sexo feminino 47%. Lohta tem uma taxa de literacia de 50%, inferior à média nacional de 59.5%: a literacia no sexo masculino é de 55% e no sexo feminino é de 45%. Em Lohta, 22% da população está abaixo dos 6 anos de idade.